# بارنی (سگ)
بارنی (به انگلیسی: Barney) (نام هنگام تولد:برنارد بوش) ( ۳۰ سپتامبر ۲۰۰۰ - فوریه ۲۰۱۳) در نیوجرزی، سگ رئیس جمهور سابق ایالات متحده آمریکا، جرج دبلیو بوش و همسرش لورا بوش بود.
این سگ تریر اسکاتلندی، تا کنون در فیلم های زیادی دیده شد و در میان کارکنان کاخ سفید دارای محبوبیت زیادی بود.
بارنی یک همبازی ماده بنام خانم بیزلی داشت و به بازی با توپ فوتبال علاقه وافر نشان می‌داد.
او در فوریه ۲۰۱۳ بر اثر لنفوم درگذشت. از او همسرش، سگ دیگر بوش‌ها یعنی خانم بیزلی برجای مانده است.

## نگارخانه

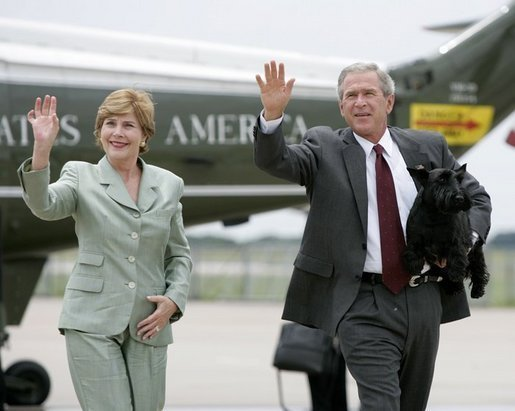
همراه ریاست جمهوری در سفر به ویکو
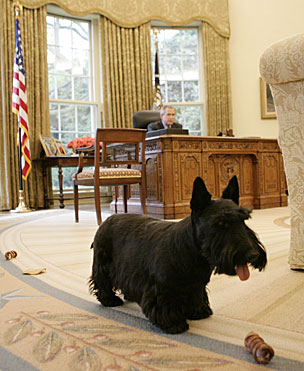
یک روز کاری
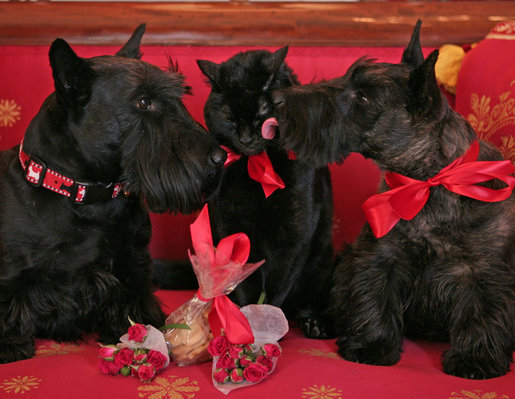
روز عاشقان
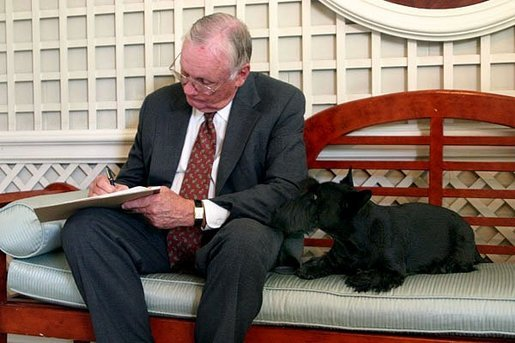
در کنار نیل آرمسترانگ